# Don Manuel Osorio Manrique de Zúñiga, niño
Don Manuel Osorio de Moscoso y Manrique de Zúñiga, niño es un cuadro de Francisco de Goya conservado en el Museo Metropolitano de Arte de Nueva York (Estados Unidos). Se trata de un retrato al óleo de 1788 que mide 110 centímetros de alto por 80 cm de ancho.
El retratado es el hijo menor de Vicente Joaquín Osorio de Moscoso y Guzmán, conde de Altamira y consejero del Banco de San Carlos, institución antecesora del actual Banco de España, y de María Ignacia Álvarez de Toledo y Gonzaga Caracciolo, por lo que en realidad el nombre del niño era Manuel Osorio de Moscoso y Álvarez de Toledo. Vicente Joaquín, quien durante su tiempo fue el aristócrata más titulado e influyente de España, era jefe de la Casa de Altamira y titular nada menos que de 14 Grandezas de España. El conde contrató a Goya, entonces retratista en la corte de Carlos III, para que hiciera retratos de toda su familia, siendo el retratado en este caso su hijo Manuel (1784-1792)
Goya lo representa como un muñeco, más que como un niño. Está rígido, sin moverse. El gesto es serio, de expresión impenetrable. Viste con ricos ropajes, a la moda del momento: un traje de color rojo intenso con una faja de raso blanco, a juego con sus zapatitos. La luz queda en la parte superior del cuadro.
En la parte inferior, diferenciándose del niño, hay una serie de animales, cada uno con un contenido simbólico propio. Así, hay una urraca, que el niño agarra con una cuerda, y que en el pico lleva un papel, una tarjeta de visita del artista; este animal sería el símbolo de la curiosidad. No obstante, en el cristianismo los pájaros simbolizan el alma, reafirmándose así la inocencia de ambos, pájaro y niño. También se ve a tres gatos, que acechan a la urraca, y sería el mundo de los instintos. Goya consideraba a los gatos como animales diabólicos, como puede verse en Los Caprichos. Contrasta su malicia con la inocencia del niño. Otros pájaros están guardados en una jaula, al lado derecho de la pintura, simbolizando el confinamiento. En la parte inferior puede leerse el nombre y la fecha de nacimiento del modelo.